# Liste der denkmalgeschützten Objekte in Místo
Grundlage dieser Liste der denkmalgeschützten Objekte in Místo ist die ÚSKP-Liste (Ústřední seznam kulturních památek České republiky, deutsch Zentrale Liste der Kulturdenkmäler der Tschechischen Republik), die von der tschechischen Denkmalschutzbehörde NPÚ (Národní památkový ústav, deutsch Nationale Denkmalbehörde) seit 1987 geführt wird und an die seit dem Jahr 1850 geschaffenen Listen anschließt.

## Denkmalgeschützte Objekte nach Ortsteilen

### Místo(Platz)
| Lage               | Objekt                            | Beschreibung                        | ÚSKP-Nr.                 | Bild                              |
| ------------------ | --------------------------------- | ----------------------------------- | ------------------------ | --------------------------------- |
| Místo (Standort)   | Dreifaltigkeitskirche             | Kirche der hl. Dreifaltigkeit       | 32757/5-654 Info Katalog | weitere Bilder                    |
| Místo (Standort)   | Säule mit Dreifaltigkeitsskulptur | Säule mit Dreifaltigkeitsskulptur   | 36937/5-655 Info Katalog | Säule mit Dreifaltigkeitsskulptur |
| Místo (Standort)   | Kruzifix                          | Kruzifix                            | 21969/5-580 Info Katalog | Kruzifix                          |
| Místo 1 (Standort) | Bauernhaus Nr. 1                  | Bauerngehöft                        | 32078/5-657 Info Katalog | Bauernhaus Nr. 1                  |
| Místo (Standort)   | Florianssäule                     | Statue des hl. Florian              | 36332/5-577 Info Katalog | Florianssäule                     |
| Místo (Standort)   | Nepomuksäule                      | Statue des hl. Johannes von Nepomuk | 46917/5-622 Info Katalog | Nepomuksäule                      |
| Místo ()           | Bildstock                         | Bildstock                           | 20926/5-579 Info Katalog |                                   |
| Místo ()           | Bildstock                         | Bildstock                           | 28249/5-624 Info Katalog |                                   |
| Místo ()           | Bildstock                         | Bildstock                           | 14229/5-656 Info Katalog |                                   |
| Místo ()           | Kruzifix                          | Kruzifix                            | 18397/5-582 Info Katalog |                                   |
| Místo (Standort)   | Burg Hasištejn                    | Burg Hasištejn                      | 25554/5-653 Info Katalog | weitere Bilder                    |

### Blahuňov (Plaßdorf)
| Lage                          | Objekt                       | Beschreibung                                                                               | ÚSKP-Nr.                 | Bild              |
| ----------------------------- | ---------------------------- | ------------------------------------------------------------------------------------------ | ------------------------ | ----------------- |
| Blahuňov 6 (Standort)         | Bauernhaus Nr. 6             | Bauerngehöft (abgerissen und durch Neubau ersetzt)                                         | 17250/5-658 Info Katalog | BW                |
| Blahuňov 10 ()                | Bauernhaus Nr. 10            | Bauerngehöft (abgerissen und durch Neubau ersetzt)                                         | 17729/5-659 Info Katalog |                   |
| Blahuňov 16 (Standort)        | Bauernhaus Nr. 16            | Bauerngehöft                                                                               | 18190/5-660 Info Katalog | Bauernhaus Nr. 16 |
| Blahuňov (Standort)           | Nepomuksäule                 | Statue des hl. Johannes von Nepomuk                                                        | 33898/5-584 Info Katalog | Nepomuksäule      |
| Blahuňov, westlich vom Ort () | Kruzifix                     | Kruzifix                                                                                   | 47138/5-481 Info Katalog |                   |
| Blahuňov ()                   | Säule mit Skulptur der Pietà | Säule mit Skulptur der Pietà, aus dem ehem. Dorf Brančíky bei Březno (Prenzig bei Priesen) | 23806/5-477 Info Katalog |                   |